# Charles Colin
Charles Colin   (Cherbourg, 2 de juny de 1832 - París, 26 de juliol de 1881) fou un oboista, organista i compositor francès.

## Biografia
Charles Colin va començar la seva formació musical amb el seu pare Charles-Louis Colin, director de la banda d'un regiment d'infanteria. Després va ingressar al Conservatori de París, on va ser alumne de la classe d'oboè de Gustave Vogt a la classe d'orgue amb François Benoist i de la composició amb Adolphe Adam i Ambroise Thomas. Va obtenir diversos premis en l'establiment, un 1er premi d'oboè en 1852, un 1er premi a l'harmonia i l'acompanyament en 1853, un 1st premi d'òrgue i un 1 accèssit de contrapunt i fuga en 1854.
El 1857 va entrar al concurs de l'Institut i va obtenir el segon Primer Prix de Rome, just darrere de Bizet, amb la seva cantata Clovis et Clotilde, escrita a paraules d'Amédée Burion. Va ser nomenat capità de la 3 ª divisió de la Guàrdia Nacional de Sena en 1867 i en 1868 va succeir a Félix Berthélemy professor d'oboè al Conservatori de París. El 1869 també va ser nomenat organista titular de l'església Saint-Denys du Saint-Sacrement de París.
La seva dedicació a l'ensenyament li va valer les mans d'oficial de l'acadèmia el 1877 i la Legió d'Honor amb el grau de cavaller el 1881, que va rebre dotze dies abans de la seva mort, a causa d'una doble pneumònia. Va morir el dia 26 de juliol de 1881 al seu domicili del barrí de París, i està enterrat en el cementiri de Montparnasse. Entre els seus molts alumnes tingué el francès Alfred Doucet.
Era l'oncle del compositor Louis Vierne, dels dots musicals del qual va entendre.